# Jeanne Alaux
Pour les articles homonymes, voir Alaux.
 (mai 2013).
Si vous disposez d'ouvrages ou d'articles de référence ou si vous connaissez des sites web de qualité traitant du thème abordé ici, merci de compléter l'article en donnant les références utiles à sa vérifiabilité et en les liant à la section « Notes et références ».
 (mars 2020).
Jeanne Alaux, née Jeanne Eugénie Bonifas le 17 octobre 1854 à Bordeaux et morte le 5 février 1908 à Arcachon, est une artiste-peintre et dessinatrice française.

## Biographie
Jeanne Alaux est l'épouse de Jean-Michel Alaux (1850-1935), architecte bordelais. Ce sont les parents de Jean-Paul Alaux (1876-1955), architecte, et François Alaux (1878-1952), peintre.

## Œuvres
- Portrait d'homme, 1875, musée des beaux-arts de Bordeaux[1]